# Костенів
Ко́стенів — село в Україні, у Львівському районі Львівської області. Населення становить 286 осіб. У селі є церква, школа, річка. озеро.

## Географія
Через село тече річка Домброва, ліва притока Гнилої Липи.

## Історія
В околицях села було знайдено скарб римських монет. Перша писемна згадка про село відноситься до 1600 року.
Відомо, що в 1600 р. село платило податок з одного лану землі (лан-близько 20 га). Костенів належав до маєтків дрібної шляхти.
У 1628 р. на військовому огляді шляхти у Львові був Іван Каліцький з Костенева в супроводі слуг. На черговому огляді в квітні 1630 р. його місце зайняв Станіслав Струлович. Є скарга у Львівському міському суді з 1667 р. двох селян з Костенева — Тимка Берези та Гриця Гвоздика. Від імені громади села, вони жалілися на утиски орендаря Йосипа Білінча, що відбирав у них землю, змушував до понаднормової панщини. У тому році село грабували загони польського війська, що 4 рази проходило через село. Солдати розбивали комори, брали все, що їм подобалось. Рятуючись від побоїв та насильства селяни тікали в навколишні ліси. Загальна вартість одних лиш забраних речей становила близько 700 золотих (для порівняння вгодована свиня коштувала 18 злотих). На початку XVIII ст. село перебувало у володінні Войцеха Лося. В 1740 р. в селі нараховувалось 30 господарств, була церква Івана Богослова.
Відомо, що весною 1772 р. дідич Костенева, Білки та Плетенич Юзеф Лось повідомляв митрополита Льва Шептинського, що Костенівський священик є надто старим і просив прислати йому помічника о. Василя Стуницького.
В 1773 р. в селі було 42 хати. Селяни мали 72 коней, 30 волів, 51 корову, 48 телят, 49 свиней, у середньому одно господарство висіло 1.5 корця озимини та 3 корці ярини. Сіна з своїми сінокосів селяни збирали на 2 вози. Дідич повинен був отримати із сула 4012 днів панщини, 194 курки, 4.5 горця меду та 199 золотих грошового податку.
В 1775 р. весь прибуток з села становив 1594 золотих на рік, у тому числі 800 золотих з корчми. Кури тоді коштували 3 гроші, вулик з бджолами та медом — 6 золотих.
В 1820 р. в Костеневі був фільварок, корчма, виннища, млин, церква. Всього було 52 жилих будинків, сільські поля займали 1983 морги, луки 564 морги, пасовища 57 морги, ліси 20 моргів.
В 1861 р. громада с. Костенева та Білки писали митрополиту Григорію Якимовичу лист із 140 підписами, якими доручали йому представляти і відстоювати перед цісарем свої інтереси. У цьому же році громада села пожертвувала 3 золотих для політичної організації «Народний дім» у Львові.
28 серпня 1861 р. в селі була заснована привільна школа. Церковна консисторія визначила вчителів. Платили 105 римських на рік, 24 зерна, 8 сагів дров, 8 арів городу.
У 1867 р. до школи ходило 18 дівчаток та 17 хлопців.
8 липня 1897 р. газета «Діло» писала, що багато людей із Костенева поїхали на заробітки до Бразилії.
В 1904 році в селі проживали 454 особи. Власником земель в селі був Руський народний дім зі Львова.
Перед початком 1-світової війни в 1913 р. в селі проживало 573 чоловіків, існувало товариство «Просвіта», «Пожежна дружина», громадська крамниця. У школі навчалось 90 учнів.
У 1926 р. Михайло Качеровський поновлює діяльність читальні, до якої надходило три періодичні видання. Через 10 років читальна нараховувала 42 члени, а в бібліотеці було 300 книг. В 1938 р. в селі нараховувалось 90 господарств.

## Церква
Дерев'яна церква св. Йоана Богослова (1830 р.), котру почергово використовують громади ПЦУ (Перемишлянський деканат, Львівська єпархія ПЦУ) і УГКЦ (Перемишлянський деканат, Стрийська єпархія УГКЦ). Храм внесено до реєстру пам'яток місцевого значення за охоронним номером 485/1-М.
1902 року церкву відвідав глава УГКЦ Андрей Шептицький, підтвердженням цього є його власноручний підпис в «Апостолі»
У 2025 році СЗРУ повернула історичний стародрук з автографом митрополита Шептицького.
Співробітники Служби віднайшли і повернули в Україну рідкісний стародрук – молитовну книгу «Требник» 1844 року з маргіналією (автографом) митрополита Андрія Шептицького – видатного релігійного та громадського діяча ХХ століття, провідника Української Греко-Католицької Церкви.
На одному з маргінесів книги збережено напис: «Предложено вь время каноничной визитаціи 1902 года, дня 10 мая месяца в селі Костенів». Підпис: Андрей Шептицький. Напис засвідчує, що книга використовувалась під час канонічної візитації у селі Костенів на Львівщині, яку очолював сам митрополит.
Згідно з переказами місцевої громади, «Требник» був втрачений під час Другої світової війни, коли храм пограбували, а частина церковного архіву була знищена або розпорошена. Доля стародруку з маргіналією А. Шептицького тривалий час залишалась невідомою.
Силами та засобами Служби зовнішньої розвідки України було проведено довготривалу багатоходову операцію для повернення виняткової історико-релігійної цінності до нашої держави. Наразі стародрук передано до Міністерства культури та стратегічних комунікацій України.
Повернення примірника з маргіналією митрополита Шептицького відновлює один із фрагментів втраченого духовного спадку країни. «Требник» – не лише пам’ятка друкарського та богослужбового мистецтва, але й свідчення особистої присутності Шептицького в житті конкретної парафії. 

## Відомі люди
- Ігнатій (Телішевський) — парох села, батько українського правника, громадського діяча Телішевського Костянтина[2][3].
- Парасюк Іван Миколайович — вчений у галузі кібернетики, член-кореспондент НАН України, доктор технічних наук, професор.
- навчався Костирко Андрій Іванович (1990—2014) — солдат Збройних сил України, учасник російсько-української війни.